# Soubouri-Soukia
Ne doit pas être confondu avec Sabouri-Sonkin.
Soubouri-Soukia est une localité située dans le département de Korsimoro de la province du Sanmatenga dans la région Centre-Nord au Burkina Faso.

## Éducation et santé
Le centre de soins le plus proche de Soubouri-Soukia est le centre de santé et de promotion sociale (CSPS) de Korsimoro tandis que le centre hospitalier régional (CHR) se trouve à Kaya.